# Алексеевка (Бугурусланский район)
Алексеевка — село в Бугурусланском районе Оренбургской области России. Входит в состав Аксаковского сельсовета.

## География
Село расположено на реке Малая Бугурусланка, в 6 км к западу от центра сельского поселения села Аксаково.

## История
Село образовалось примерно в 1754 году. Альтернативное название Соплевка. В советское время работали колхозы «Сияжар», им. Суворова, «Родина».
1909 год — в селе на средства прихожан была построена Казанско-Богородицкая деревянная церковь с колокольней.
1937 год (по нек. данным 1935) - церковь закрыта, в 1938 году активистами-коммунистами были сняты с церкви колокол и крест, а помещение отдано под хранение зерна и овощей.
1964 год (по нек. данным 1961) – здание церкви разобрали согласно акту сноса, полученные материалы частично использованы для строительства фермы.
1966 год — открыта школа на 192 места (решение Бугурусланского районного Совета депутатов трудящихся от 30 августа 1966 года № 548).

## Население
| 2010 |
| ---- |
| 224  |

Национальный состав
По данным Всероссийской переписи населения 2010 года:
| № | Национальность | Численность, чел. | Доля |
| - | -------------- | ----------------- | ---- |
| 1 | русские        | 82                | 37 % |
| 2 | мордва         | 67                | 30 % |
| 3 | татары         | 7                 | 3 %  |
| 4 | украинцы       | 7                 | 3 %  |
| 5 | другие         | 63                | 27 % |

## Инфраструктура
Развито сельское хозяйство.

## Транспорт
Доступна автотранспортом. Автодорога межрегионального значения 53Н-2801240 «Подъезд к с. Аксаково» от а/д Бугульма — Бугуруслан — Бузулук — Уральск (Алексеевка (Соплевка)).